# NGC 7745
NGC 7745 é uma galáxia elíptica (E) localizada na direcção da constelação de Pegasus. Possui uma declinação de +25° 54' 34" e uma ascensão recta de 23 horas, 44 minutos e 45,7 segundos.
A galáxia NGC 7745 foi descoberta em 6 de Setembro de 1863 por Albert Marth.